# 융무제
융무제(隆武帝, 1602년 5월 25일(음력 4월 5일) ~ 1646년 10월 6일(음력 8월 28일))는 남명의 2대 황제(1645년 - 1646년), 명나라로는 18대 황제이다. 묘효는 소종(紹宗). 시호는 배천지도홍의숙목사문열무민인광효양황제(配天至道弘毅肅穆思文烈武敏仁廣孝襄皇帝)이며, 휘는 율건(聿鍵)이다. 동생은 남명의 3대 황제 문종이다. 어릴적 휘이자 자(字)는 장수(長壽)이다.

## 생애
1602년 명나라의 제후국인 당왕(唐王) 주석황(朱碩熿)의 손자이자, 주기성(朱器墭)의 장남으로 태어났다. 주원장의 23번째 서자로 제후국 당(唐)에 봉작된 주경(朱桱)의 8대손으로 명나라 황실과는 먼 친척이었다. 아버지 주기성은 주석황의 서이자(庶二子)였다.
1632년 할아버지 주석황의 뒤를 이어 당왕에 올랐는데, 이는 아버지 주기성이 요절했기 때문이었다. 당왕에 오르자 그는 아버지 주기성을 왕으로 추존하여 유왕(裕王)이라 하고 조부에게는 시호를 단왕(端王)이라 했다. 홍광제가 청나라군에 포로로 붙잡혀서 압송되어 처형당하자 명나라 부흥군에 의해 황제로 옹립되었다. 그러나 부흥군의 다른 분파는 연락이 되지 않아 주이해를 황제로 옹립하는 등 혼선이 빚어졌다.
1646년 푸젠성으로 진격한 청나라 군대에 의해 포로로 잡혀갔다. 그러나 그는 단식으로 저항하다 세상을 떠났다. 그의 나이 45세였다.
양황후 증씨에게서 아들 주림원과 9명의 딸을 뒀으나, 나이 40이 넘어 얻은 아들 주림원은 요절했다. 동생 주율모는 이미 이자성의 난 당시 이자성에게 살해당했고, 그가 후계없이 죽자 다시 명나라 부흥군은 후계자 선정을 놓고 내분에 휩싸였다.

## 기타
명나라 황실과 촌수가 멀었던 주율건은 황제로 즉위하자 자신의 4대 선조를 황제로 추증하고 묘호와 시호를 올렸다.
제후에 봉작받지 못하고 사망한 아버지 당유왕(唐裕王) 주기성(朱器墭)에게는 선황제(宣皇帝), 모친 모씨(毛氏)에게는 선황후(宣皇后), 조부 단왕 주석황에게는 단황제(端皇帝) 조모 위씨(魏氏)에게는 단황후(端皇后), 증조부 순왕 주주영(朱宙栐)에게는 순황제(順皇帝), 증조모 주씨(周氏)에게는 순황후(順皇后), 고조부 당경왕(唐敬王) 주우온(朱宇溫)에게는 혜황제(惠皇帝) 고조모 조씨(趙氏)에게는 혜황후(惠皇后)로 각각 추존했다.

## 가계
- 증조부 : 순황제 주주영(順皇帝 朱宙栐)
- 조부 : 단황제 주석황(端皇帝 朱碩熿, ?~1632년)
- 부친 : 선황제 주기성(宣皇帝 朱器墭, ?~?)
- 황후 : 효의양황후 증씨(孝毅襄皇后曾氏, 정식 시호는 효의정렬자숙현명승천창성양황후(孝毅貞烈慈肅賢明承天昌聖襄皇后), ?~1646년 5월[3])
- 장남 : 장경태자 주림원(莊敬太子 朱琳源, 1646년~1646년)
- 동생 : 주율모(朱聿鏌, 1641년 이자성에게 살해됨)

## 기년과 연호
| 연호       | 사용기간 | 사용기간 | 년수 | 비고 |
| ---------- | -------- | -------- | ---- | ---- |
| 융무(隆武) | 1645년   | 1646년   | 2년  |      |